# Бучеджський Сфінкс

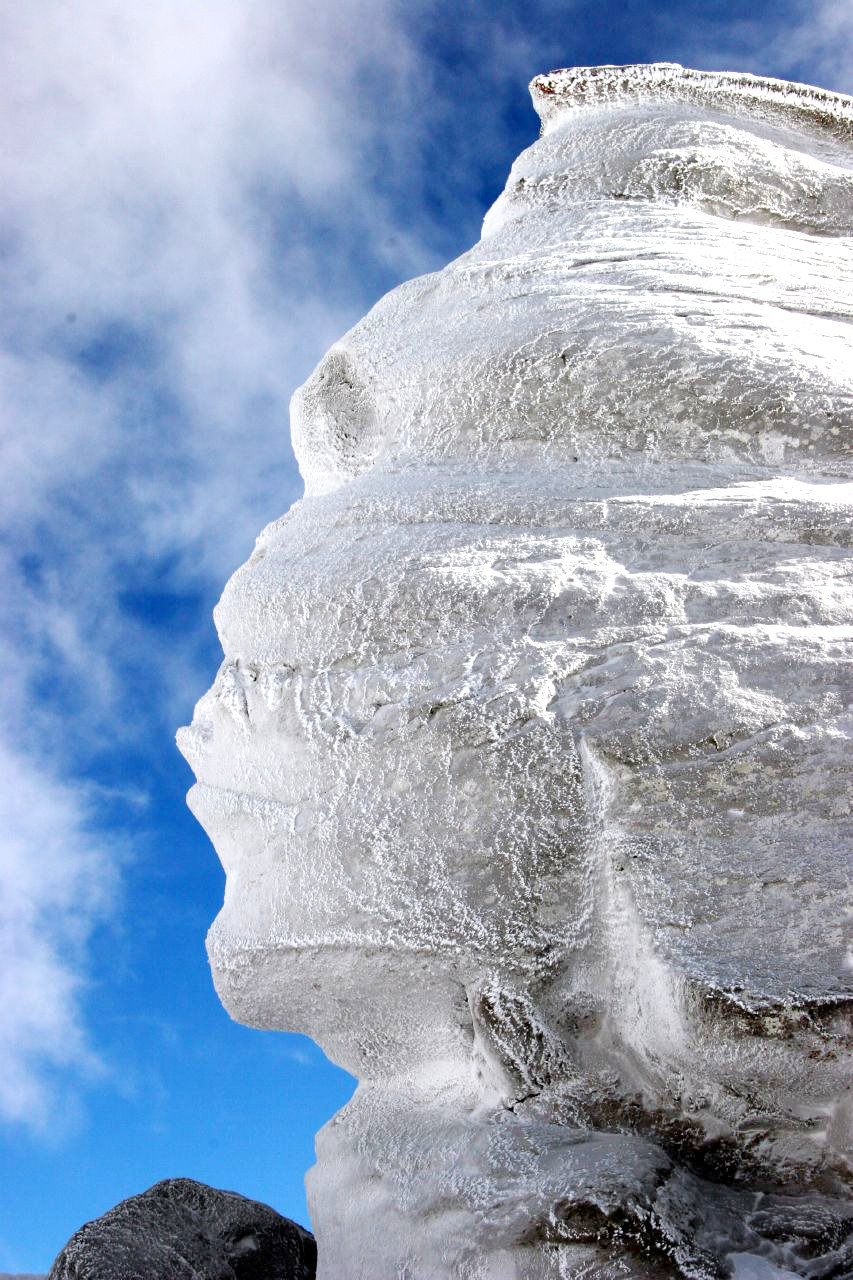
Бучеджський Сфінкс

Бучеджський Сфінкс (рум. Sfinxul din Bucegi) — природне скельне утворення у горах Бучеджі, на території природного парку Бучедж (Румунія).

## Опис
Розташований на висоті 2216 метрів над рівнем моря. Незвичайної форми, що обрисами нагадує скульптуру давньоєгипетського сфінкса, скеля набула під дією вітрової ерозії пісковика й вапняка, з яких скеля складається. Утім, є й містичні версії щодо появи «обличчя» на скелі.
Бучеджський Сфінкс разом зі скелями Бабеле, що розташовані неподалік, входить до списку Семи природних чудес Румунії.
До верхівки плато Бучедж, на якому височіє скеля Сфінкс, веде канатна дорога від містечка Буштень.